# Леви, Цвика
Цви (Цвика) Леви (ивр. צבי (צביקה) לוי‎;
13 января 1948, кибуц Гват — 29 декабря 2018, кибуц Ифат) — израильский общественный деятель, организатор акций помощи солдатам-одиночкам и солдатским вдовам и сиротам. Лауреат Премии Израиля за особые заслуги перед обществом и государством (2017).

## Биография
Цвика Леви родился в кибуце Гват в 1948 году; его родители были репатриантами — отец Биньямин из Баку, а мать Ривка из Плотницы (Польша, ныне Беларусь). Цвика получил имя в честь деда со стороны матери, погибшего в Освенциме в 1942 году. В 1954 году семья Леви была в числе основателей кибуца Йефат, в котором проживала с тех пор. В старших классах Цвика был волонтёром в соседнем Мигдаль-ха-Эмеке в рамках движения «Ха-ноар ха-овед веха-ломед» («Работающая и учащаяся молодёжь»); его семья в эти годы неоднократно брала шефство над детьми из нуждающихся семей и детьми со слабым здоровьем.
В 1966 году Цвика был призван в армию, военную службу проходил в 202-м батальоне бригады «Цанханим». Участвовал в Шестидневной войне, в ходе которой его батальон с боем брал Газу, понеся при этом значительные потери. По завершении действительной службы Леви вернулся в Йефат, где был занят на разных хозяйственных работах и одновременно продолжал волонтёрскую деятельность, в том числе в рамках резервистской службы оказывал помощь солдатам из бедных семей, помогая им собирать продукты для родных.
В 1973 году Леви как резервист участвовал в войне Судного дня, приняв участие в боях за Суэцкий канал; в связи с обострением обстановки он был призван на резервистскую службу на 180 дней. Ещё до окончания войны он женился на Наоми Суто, получив на свадьбу четырёхдневное увольнение. В браке с Наоми у Цвики позже родились пятеро детей (одну из дочерей они потеряли в восьмимесячном возрасте из-за синдрома внезапной детской смерти).
Многочисленные потери, понесённые израильскими войсками в ходе войны Судного дня, заставили Леви обратить свои усилия как волонтёра в новое русло: он начал работать с семьями погибших солдат. В 1982 году он, снова в рамках резервистской службы, принял участие в Ливанской войне; на следующий год он получил предложение присоединиться к фонду бригады «Цанханим» в помощь солдатским вдовам и сиротам, и тем самым из волонтёра-одиночки превратиться в часть массовой добровольческой инициативы. С этого же года Леви расширил свою деятельность в поддержку солдат-одиночек. В 1995 году и этот аспект его работы приобрёл официальный статус: начальник управления кадров Армии обороны Израиля Йорам Яир назначил Леви руководителем проекта по поддержке солдат-одиночек из числа кибуцной молодёжи и добровольцев из-за рубежа. С этого момента Леви оставил все другие занятия, полностью сосредоточившись на организации проекта. В рамках его деятельности 18 тысяч солдат-добровольцев из 45 стран получили в Израиле временную семью или были приняты в одном из 150 кибуцев, сотрудничавших в этом вопросе с АОИ. Сам Цвика Леви получил прозвище «отец всех солдат-одиночек», в 1997 году получив почётную медаль президента Израиля за волонтёрскую деятельность.
В 2006 году, в дни Второй ливанской войны, Цвика Леви в возрасте 58 лет снова был призван на резервистскую службу, в течение всей войны осуществляя связь между солдатами-одиночками и их семьями за рубежом. В последние годы жизни он страдал от бокового амиотрофического склероза, постепенно теряя возможность управления собственным телом из-за атрофии мышц. Несмотря на болезнь, прикованный к инвалидному креслу Леви продолжал общественную деятельность, в частности работая над детской книгой «Счастливый конец — из историй дедушки Цвики», которую писал с помощью глазных мышц — последних, которые ещё мог контролировать.
В 2016 году Цвике Леви было присвоено почётное военное звание алуф-мишне. На следующий год он стал лауреатом Премии Израиля за особые заслуги перед обществом и государством. Леви умер в декабре 2018 года, не дожив двух недель до своего 71-го дня рождения, и был похоронен в кибуце Йефат. Работу над книгой «Счастливый конец» он завершил за неделю до смерти.